# 威州 (广东)
威州，唐朝时设置的羁縻州。
武德五年（622年）分广州怀集县设置威州，治所在怀集县（今广东省怀集县）。属于南康州都督府，下辖怀集县、兴平县（今怀集县沙洲寨）、霍清县（今怀集县坳仔镇）、威成县（今怀集县梁村镇顺塘寨），辖境相当今广东省怀集县（除西北部分）。武德九年（626年），改属广州都督府，貞觀元年（627年）废威州、兴平县、霍清县、威成县，怀集县改属南绥州（浈州）。
- 威州刺史
  - 李询（武德年间）